# Deletionpedia
 (septembre 2023).
Deletionpedia est un ancien hébergeur de pages web qui récupérait les articles supprimés des plus grandes éditions de Wikipédia (en anglais, en allemand, en français, en néerlandais...) pour non-respect des critères d'admissibilité de ces encyclopédies. Deletionpedia ne collectait pas les articles supprimés pour insultes personnelles ou infractions au droit d'auteur. Il permettait à ses visiteurs d'y modifier les articles supprimés sur les principales éditions de Wikipédia grâce au logiciel MediaWiki installé sur le site.
Le site est inaccessible entre 2008 et 2013. Le 8 septembre 2020, il cesse de récupérer automatiquement les contenus supprimés de Wikipédia (certains contributeurs le font alors manuellement). Depuis février 2023, le nom de domaine semble occupé par un autre wiki.

## Historique

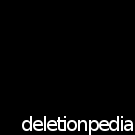
Le logo de la Deletionpedia originale.

Le Deletionpedia original a rassemblé plus de 60 000 articles,,,, qui ont été supprimés de Wikipédia entre février et septembre 2008. Près de 2000 pages avaient plus de 1000 jours avant d'être supprimées.
Certaines entrées supprimées figurent sur Wikipédia depuis des années et ont été modifiées des centaines de fois, d'autres concernent des sujets insignifiants, très obscurs ou sur lesquels personne ne clique jamais.
Selon Stern, certains sujets de Deletionpedia ont été jugés « trop peu importants ». Le magazine cite comme exemple un grand nombre de personnages de jeux de rôle qui se retrouvent sur Deletionpedia.
Le Wall Street Journal l'a cité comme une réponse au choc culturel qui existe sur Wikipédia entre les suppressionnistes et les inclusionnistes.
Le site Web a été réenregistré par un nouveau propriétaire, Kasper Souren, et a repris ses activités en décembre 2013.